# Journal of Economics
Journal of Economics, fundado como Zeitschrift für Nationalökonomie, es una revista académica de economía con énfasis en la teoría microeconómica matemática, aunque publica ocasionalmente artículos sobre macroeconomía.
Zeitschrift für Nationalökonomie se publicó por primera vez en 1930, como un renacimiento del antiguo Zeitschrift für Volkswirtschaft, Sozialpolitik und Verwaltung, que se publicó entre 1892 y 1927 (desde 1921 bajo el nombre de Zeitschrift für Volkswirtschaft und Socialpolitik). El editor inicial de Zeitschrift für Nationalökonomie fue Hans Mayer, un miembro de tercera generación de la Escuela Austriaca. Mayer reconoció abiertamente las contribuciones de todas las escuelas de pensamiento, siempre y cuando el trabajo fuera científicamente riguroso y no políticamente ideológico.
La revista es publicada por Springer Vienna, una división de Springer Science+Business Media.